# Cladogénesis

Cladograma interpretado como una secuencia de ancestros o descendientes, o filograma, que muestra un ejemplo de diversificación de una especie ancestral en tres especies presentes en la actualidad. En este filograma se asume que ocurrió cladogénesis: cada nodo del árbol (como el marcado con un círculo rojo) representa la divergencia de un linaje ancestral en dos linajes que evolucionaron independientemente hasta adquirir sus propias apomorfías, los nuevos estados del carácter, representados como barras rojas.

En análisis filogenético, se llama cladogénesis al proceso evolutivo en el que un linaje ancestral se divide en linajes hermanos que evolucionan independientemente y adquieren su propio repertorio de cambios evolutivos de tipo de "caracteres derivados" o "apomorfías", de forma que luego de la bifurcación puede considerarse que el linaje ancestral se extingue y deriva en linajes en los que ocurre especiación que los diferencia en sus caracteres con respecto a los demás y al ancestro. Aparentemente el término fue definido por primera vez al menos en esta acepción por Bernhard Rensch (como comentado en Dupuis 1984) que lo escribió en alemán en el original Kladogenese y lo describió como un sinónimo de "ramificación filogenética". GG Simpson hace la aclaración de que cladogénesis refiere sólo a la bifurcación del linaje, no necesariamente acoplada a los procesos de especiación que demuestran su existencia. El término anagénesis también es de Rensch y fue luego adoptado por Huxley con una definición ligeramente diferente. La cladogénesis (bifurcación) y la anagénesis (divergencia) son considerados los dos procesos evolutivos más importantes que modelan la filogenia (p.ej.).
El término "clado" (clade) fue tomado directamente a partir del término "cladogénesis" (cladogenesis) de Rensch por Huxley (1957 p.454, 1958 p.27).
El primer tratamiento exhaustivo que modelaba el proceso de cladogénesis desde la perspectiva de los caracteres heredados para obtener un método que resultara en una hipótesis de árbol filogenético fue el de Hennig (1950), quien asumía en su modelo que era la única forma en que podía ocurrir la filogenia de un grupo Pero véase por ejemplo Platnick (2001): "El concepto Hennigiano [de especie], que data desde los 1960's, es definitivamente una mejora, la visualización de las especies como los entrenudos [de un árbol filogenético] --aquellas unidades que se obtienen de eventos de especiación sucesivos (o en algunos casos un evento de especiación más un evento de extinción posterior) [...] De acuerdo con esta mirada, sin embargo, las especies del tallo ancestral no pueden sobrevivir los eventos de especiación, éstas cesan de existir aun si una de sus especies descendientes resulta ser idéntica en todas las características por las que se la conoce. Cualquiera de estos ejemplos claramente representaría un caso de triunfo de la teoría sobre los datos, difícilmente una solución elegante. [...] Los taxones superiores [a especie] putativos, bajo el concepto de especie filogenética real, deben ser evidenciados por caracteres autapomórficos, pero las especies no tienen como requisito la aparición de una autapomorfía, sólo necesitan una combinación de caracteres única. En otras palabras, las especies deben ser diagnosticables, no necesariamente autapomórficas."